# Campsiura scutellaris
Campsiura scutellaris är en skalbaggsart som beskrevs av Hippolyte Louis Gory och Achille Rémy Percheron 1833. Campsiura scutellaris ingår i släktet Campsiura och familjen Cetoniidae. Inga underarter finns listade.